# Burg Erpfental
Die Burg Erpfental ist eine abgegangene mittelalterliche Niederungsburg südwestlich des Ortes Erpfental, einem Ortsteil des Stadtteils Röhlingen von Ellwangen nahe der Straße von Röhlingen nach Pfahlheim im Ostalbkreis in Baden-Württemberg.
Der 5,5 Meter hohe künstlich aufgeschüttete Burghügel zeigt im Osten noch spuren eines Ringwalls.